# Anuario Filosófico
Anuario Filosófico es una revista del Departamento de Filosofía de la Universidad de Navarra. Comenzó a editarse en 1968, y acoge artículos de investigación sistemáticos e históricos tanto de la tradición continental como de la analítica.

## Temática, alcance y periodicidad
Cada volumen comprende tres números con un total de 750 páginas por año. Incluye artículos de las diversas áreas de la filosofía, así como reseñas de libros de actualidad. Se publican tres números al año, los dos primeros (abril y septiembre) de carácter monográfico y el tercero (diciembre) misceláneo.
La tirada media de cada número es de unos 800 ejemplares: 350 se difunden mediante suscripción; 250 por intercambio bibliotecario; 150 de venta al número y donativos y 50 de almacén.
Los artículos son sometidos a una doble revisión anónima por expertos ajenos al Consejo de Redacción de la revista. La estadística de aceptación de artículos en 2013 fue: 60 artículos recibidos; 20 aceptados (33%), 38 rechazados (63%) y 2 supeditados a mejoras (4%).
La página web de la revista contiene abundante información sobre esta publicación y las "Normas para autores" con instrucciones detalladas acerca del proceso de evaluación y edición.

## Consejo de Redacción
Su Consejo de Redacción está compuesto en la actualidad por Montserrat Herrero, María Cerezo (Universidad de Murcia), Luis Xavier López Farjeat (Universidad Panamericana, México), Alejandro Vigo, y Paloma Pérez-Ilzarbe. Son miembros de su Comité Científico Asesor los profesores Juan Arana (Sevilla), Werner Beierwaltes (Múnich), Enrico Berti (Padua), Rémi Brague (Múnich), Susan Haack (Miami), Giovanni Reale (Milán), Robert Spaemann (Múnich) y Roberto J. Walton (Buenos Aires).

## Bases de datos
- L'Année Philologique (APH)
- Arts & Humanities Citation Index (ISI Web of Knowledge: A&HCI) y Current Contents - Arts & Humanities (CCA&H)
- Bibliografía Hispánica de Filosofía
- Dialnet
- FRANCIS (INIST-CNRS)
- Fuente Académica (EBSCO)
- Informe Académico (Cengage Learning)
- International Bibliography of Periodical Literature in the Humanities and Social Sciences (IBZ)
- ISOC-Filosofía (CSIC)
- JournalSeek (Genamics)
- Linguistics and Language Behavior Abstracts (LLBA)
- Periodicals Archive Online (PAO) y Periodicals Index Online (PIO)
- Philosopher's Index (PHI)
- Philosophy Research Index (PRI)
- Répertoire Bibliographique de la Philosophie (RBPH), International Philosophical Bibliography (IPB)
- Revue d'Histoire Ecclésiastique
- Scopus

Pueden consultarse on-line los números de la revista archivados en el Depósito Académico Digital de la Universidad de Navarra (DADUN) desde el 1968 hasta el año 2008. Para acceder a los artículos de los últimos cinco años es preciso estar suscrito a la revista.
Los artículos son distribuidos también por:
- Fuente Académica (EBSCO): desde el año 2001 en adelante.
- Informe Académico (Cengage Learning): desde el año 2005 en adelante.
- Periodicals Index Online (PCI Español Collection): 1968-1995.
- Editorial Océano.